# آرون پاتون
آرون پاتون (انگلیسی: Aaron Patton؛ زادهٔ ۲۷ فوریهٔ ۱۹۷۹) بازیکن فوتبال اهل بریتانیا است.
از باشگاه‌هایی که در آن بازی کرده‌است می‌توان به باشگاه فوتبال وایکام واندررز اشاره کرد.